# Thilafushi
Thilafushi (dhivehi: ތ ި ލ ަ ފ ު ށ ި) es una isla artificial creada como vertedero municipal situada al oeste de la capital del país, Malé, y entre los atolones Kaafu 's Giraavaru y Gulhifalhu de las Islas Maldivas; geográficamente es parte del canal Vaadhoo.

## Historia
Thilafushi originalmente era conocida como una laguna llamada "Thilafalhu" con una longitud de 7 km y una anchura de 200 metros en la región conocida como shallowest, que entró en el escenario a raíz de una serie de debates y esfuerzos para resolver el irreprimible problema de la basura en Malé durante la década de 1990. La decisión de crear un vertedero usando a Thilafalhu se tomó el 5 de diciembre de 1991. 
Thilafushi recibió su primera carga de basura de Malé alrededor del 7 de enero de 1992. Inició operaciones con sólo 1 desembarco, 4 camiones de carga pesada, 2 excavadoras y una cargadora de ruedas. 
Durante sus primeros años de operaciones de eliminación de residuos, se realizaron excavaciones con un volumen de 37.500 m³ (1060 m³), después de la arena obtenida de la excavación se utilizó para la construcción de recintos amurallados en todo el perímetro interior del área, esta fue coronada con una capa de escombros de construcción y, a continuación, de manera uniforme nivelada con arena blanca. Inicialmente no hubo segregación de los residuos, ya que tuvieron que ser eliminados de inmediato debido a la acumulación de masa.

## Industrialización
Hoy Thilafushi tiene una superficie de más 0,43 km². El Gobierno impulsó el rápido crecimiento del área de Thilafushi, y en noviembre de 1997, se decidió a arrendar el suelo para fines industriales. Inicialmente fueron 22 arrendatarios, y 10 años después ya eran 54, sobre más de 0,11 km², que generaron un beneficio de 14 millones de Rufiyaas (alrededor de 1.000.000.00 US$) por año. Poco después, un área de 0,2 km² (conocido como Thilafushi-2) fue creada artificialmente con el uso de arena blanca como material de relleno para proporcionar más tierra firme para las industrias pesadas.
La actuales actividades industriales en la isla son la construcción de barcos, el empaquetado de cemento, el envasado de gas metano y varios grandes almacenes.

## Impacto

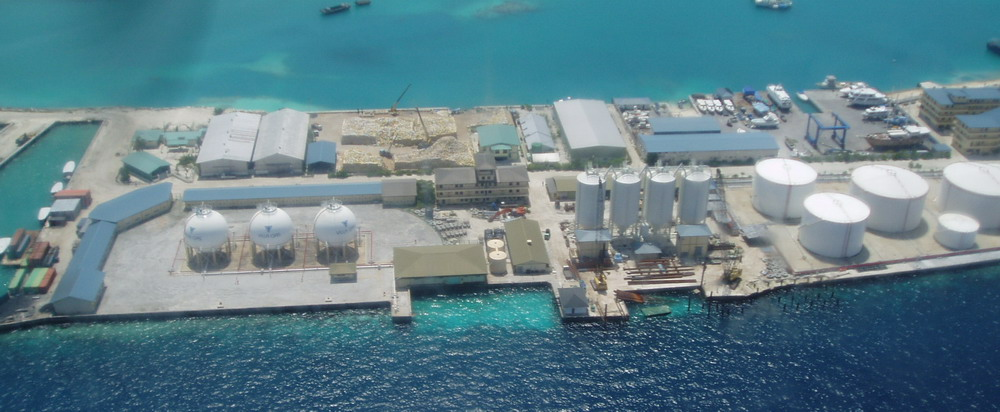
Vista aérea de la denominada Thilafushi 2.

Thilafushi ha reducido los desechos en Malé. Sin embargo, algunos de los residuos, como el amianto, son perjudiciales, y hay el riesgo de la existencia de metales pesados tóxicos como el mercurio, el plomo, el cadmio y su filtración en el mar, dañando la ecología marina. 